# Der Fahrgast
Der Fahrgast ist eine Erzählung von Franz Kafka, die 1913 im Rahmen des Sammelbandes Betrachtung erschien.

## Inhalt
Ein Fahrgast, der Ich-Erzähler, steht in einer elektrischen Trambahn und bedenkt seine Situation bzw. sein Lebensgefühl. Er empfindet keine Berechtigung für sich selbst und er meint, überhaupt keine Ansprüche in irgendeiner Richtung zu haben. Ein Mädchen stellt sich, zum Ausstieg bereit, in seine Nähe. Der Fahrgast beobachtet es genau und registriert ihre ganze Erscheinung. Im Nachhinein wundert er sich, dass es stumm geblieben ist.

## Form
Der Text ist eine Mischung aus konventioneller und filmischer Erzählform. Konventionell ist die Rahmenkonstruktion, in der ein Ich über sich selbst nachdenkt. Im Mittelteil wird der Vergleich mit einem neben ihm stehenden Mädchen gezogen, wobei hier die Kameraperspektive vorherrscht, die eine möglichst große Nähe zum Objekt sucht. Eine Kamerafahrt aus der Halbtotalen heraus fokussiert sich auf das rechte Ohr des Mädchens. Die Begebenheit wird im Präsens geschildert, doch macht der Erzähler am Schluss deutlich, dass er aus der Retrospektive berichtet („Ich fragte mich damals …“).

## Textanalyse und Deutungsansatz
Der Fahrgast kann sein ganzes Dasein nicht zuordnen und rechtfertigen. Er meint, überhaupt kein Anrecht zu haben auf die üblichen Dinge des Lebens, hier eine Trambahnfahrt, und normale unpersönliche Interaktionen zwischen Menschen. Er sieht sich wie in einer gerichtlichen Position der Verteidigung. Niemand erwartet das von ihm, aber das hilft ihm nicht, sich aus seinem Denkschema zu lösen. Er meint, keinerlei Ansprüche zu haben und „mit Recht vorbringen“ zu können. Er ist jemand, der sich sozusagen entschuldigt, dass er überhaupt existiert.
Das zum Aussteigen bereite Mädchen beobachtet er minutiös genau, seine Kleidung und seine Körperlichkeit. Die Szene korrespondiert mit dem Prosastück Kleider aus dem gleichen Sammelband Betrachtung. Der Fahrgast ist im Gegensatz zu seiner ursprünglich verunsicherten Art hier gedanklich direkt, fast aufdringlich – allerdings nur in einer voyeuristischen Weise.
Das Erzähltempus schwenkt nun von der Gegenwart in die Vergangenheit. Im Nachhinein fragt sich der Erzähler, warum sich das Mädchen über sich selbst nicht wunderte bzw. warum es nichts sagte. Erwartete der Fahrgast, dass das Mädchen ihn ansprechen, also den ersten Schritt tun würde und sich vielleicht eine Seelenverwandtschaft zeigen könnte? Wenn das geschehen wäre, hätte es nur ein kurzes Wort sein können, ihre Wege trennten sich doch in diesem Moment. War vielleicht die Unverbindlichkeit dieses Trennungsmomentes für den Erzähler überhaupt die Voraussetzung für einen erhofften kurzen Kontakt ohne weitere Konsequenz?
Wir erfahren nichts über das Wesen des Mädchens. Es ist schwer vorstellbar, dass sie die selbstquälerische Denkweise des Erzählers teilte. Vielleicht war sie jemand, der in sich ruhte und dadurch das eigene Sosein nicht in Frage stellen oder besonders thematisieren musste. Er jedenfalls hat von sich aus einen direkten Kontakt oder gar einen innigeren Austausch nicht erwogen. So bleiben beide stumm.
Voyeuristische Annäherung und Distanzierung finden auch Ausdruck in Kafkas Tagebüchern und den Briefen an seine jeweiligen Beziehungen, die nie in eine dauerhafte Bindung mündeten.

## Ausgaben
- Franz Kafka. Sämtliche Erzählungen. Herausgegeben von Paul Raabe. Fischer-Taschenbuch-Verlag, 1970. ISBN 3-596-21078-X.
- Franz Kafka.  Die Erzählungen Originalfassung. Fischer Verlag 1997. Hg. von Roger Hermes, ISBN 3-596-13270-3.
- Franz Kafka: Drucke zu Lebzeiten. Herausgegeben von Wolf Kittler, Hans-Gerd Koch und Gerhard Neumann. Fischer Verlag, Frankfurt/Main 1996, ISBN 3-10-038152-1, S. 27/28.

## Sekundärliteratur
- Peter-André Alt: Kafka und der Film. Beck Verlag 2009, ISBN 978-3-406-58748-1.
- Peter-André Alt: Franz Kafka. Der ewige Sohn. Eine Biographie.  Verlag C.H. Beck, 2005, ISBN 3-406-53441-4.